# Trent Falls

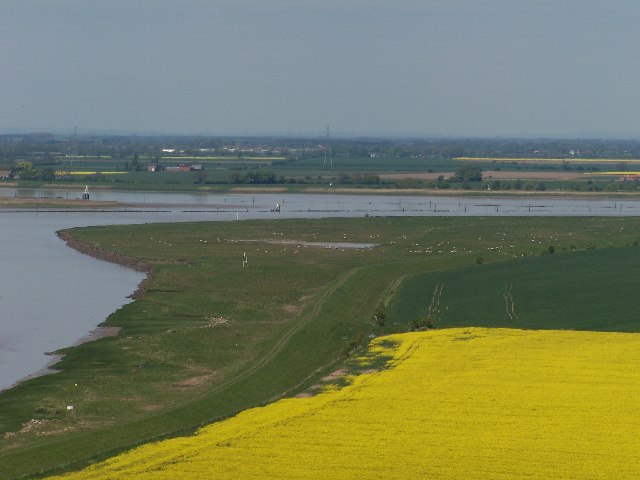
Trent Falls

Trent Falls is de naam van de samenvloeiing van de rivieren de Ouse en de Trent, die de Humber vormt in het Engelse Yorkshire. Aan de noordkant ligt East Riding of Yorkshire, aan de zuidkant Lincolnshire